# الأميرة الصغيرة (مغنية)
الأميرة الصغيرة (1973 -27 أكتوبر 2018) مغنية وممثلة لبنانية اشتهرت في حقبة التسعينيات

## مشوارها المهني
بدأت مشوارها الفني في سن صغيرة، بدعم من عائلتها، ثم إنتقلت إلى مكتب ستوديو الفن مع الأستاذ سيمون أسمر
عام 1988 شاركت في برنامج كابتن بوب مع الفنان إبراهيم مرعشلي وعرض على شاشة المؤسسة اللبنانية للإرسال وجسدت دور مضيفة الطيران «هلا»
انطلاقتها الفعلية في الغناء كانت عام 1991 من خلال ألبوم "الهوى لو لاحلك" واشتهرت بعدة أغاني منها "لا تحاول تقنعني"، "صدفة بعز الشتوية"، "إنت غير الناس، أصلى شرقي، قالوللي أنك معلم
بعد ولادتها لابنتها البكر آية وغيابها عادت عام 2001 وقدمت أغنيتين مصورتين: «ويش بيك» من اللون البدوي من كلمات عليا الدالاتي، ألحان وسام الأمير، إخراج أُسامة حريق. أُغنية «شو القصة» كلمات أميل فهد، ألحان سليم يمين وإخراج أسامة حريق.
ابتعدت عن الساحة الفنية عام 2001 بسبب زواجها وانشغالها بتربية أولادها
عام 2008 قدمت أغاني للجيش اللبناني من ألحانها وصورت على طريقة الفيديوكليب وهما «عالي جبينك» و«شو القصة شو عم بيصير»
عام 2016 عادت للغناء من خلال ترنيمة دينية كتبها إميل فهد، وقامت بتلحينها وغنائها وكانت بعنوان ” زمن القداسة ” 

### حياتها الأسرية
تزوجت من بيار جرجي العظم ورزقت منه ببنت آية وبولد ألدو 

## أعمالها

### في الغناء
| الألبوم                 | العام | الأغاني                                                                                  | المنتج      |
| ----------------------- | ----- | ---------------------------------------------------------------------------------------- | ----------- |
| لا تحاول تقنعني         | 1991  | انت غير الناس، لا تحاول تقنعني، من غير ما تحلف، ابدا، اوعى تفكر، عايز تعرف، الهوى لو حلك | ميوزيك بوكس |
| منوعات جديد النجوم      | 1995  | أول مرة بحياتي                                                                           | ميوزيك بوكس |
| ما تغيرتش أبدا          | 1995  | أول مرة بحياتي                                                                           | ميوزيك بوكس |
| جديد النجوم 96          | 1996  | صدفة بعز الشتوية                                                                         | ميوزيك بوكس |
| منوعات ربيع ميوزيك بوكس | 1996  | بيقولوا أنك معلم                                                                         | ميوزيك بوكس |

### في التمثيل
| سنة الإنتاج | اسم المسلسل | الشخصية     |
| ----------- | ----------- | ----------- |
| 1988        | كابتن بوب   | المضيفة هلا |

### الأغاني المصورة
| الأغنية          | المخرج     | العام |
| ---------------- | ---------- | ----- |
| لا تحاول تقنعني  | أسامة حريق | 1991  |
| صدفة بعز الشتوية | أسامة حريق | 1996  |
| وش بيك           | أسامة حريق | 2001  |
| شو القصة         | أسامة حريق | 2001  |
| عالي جبينك       | أسامة حريق | 2008  |
| وقفات العز       | أسامة حريق | 2008  |

## وفاتها
توفيت في 27 أكتوبر 2018 بعد صراع مع مرض السرطان 